# Pier Ferdinando Casini
Pier Ferdinando Casini (født 3. december 1955 i Bologna) er en italiensk kristendemokratisk politiker. Han er præsident for Den Interparlamentariske Union.

## Politisk liv
Casini blev første gang indvalgt i det italienske parlament i 1983 for Democrazia Cristiana. I 1993 hørte han til grundlæggerne af Centro Cristiano Democratico, som senere gik op i Unione di Centro ("Unione dei Democratici Cristiani e Democratici di Centro", UDC).
Casini var præsident for det italienske parlament fra 2001 til 2006. Han blev valgt til præsident for Den Interparlamentariske Union i oktober 2005.

## Ekstern henvisning
- Wikimedia Commons har flere filer relateret til Pier Ferdinando Casini